# Joan Perelló Masllorens
Joan Perelló Masllorens (1929-2011) fou un polític i industrial català. Era director d'una empresa química. Va ser designat regidor de l'Hospitalet de Llobregat pel terç corporatiu el 1974. Actuà inicialment com a simple regidor i era ja tinent d'alcalde quan hagué d'assumir accidentalment l'alcaldia en substitució de Vicente Capdevila Cardona el 1977. Tot i tenir un tarannà dialogant, no va ser capaç de donar solucions als problemes de la ciutat. Va deixar el càrrec el 1979, després de les primeres eleccions municipals democràtiques després del franquisme.

## Obres
- Passejant pel carrer d'Enric Prat de la Riba (2005)
- Un bocí de l'Hospitalet, una gent (1993)